# Roger Marche
Roger Marche (Villers-Semeuse, Francia, 5 de marzo de 1924 - Charleville-Mézières, Francia, 1 de noviembre de 1997), fue un futbolista francés, se desempeñaba como lateral izquierdo. Formó parte durante 12 años de la selección de fútbol de Francia y llegó a ser el jugador que más partidos jugó con los galos, hasta que Marius Trésor lo superó en 1983.

## Clubes
| Club        | País    | Año         | Partidos | Goles |
| Stade Reims | Francia | 1944 - 1954 | 300      | ¿?    |
| RC Paris    | Francia | 1954 - 1962 | 242      | ¿?    |

## Palmarés
Stade de Reims
- Ligue 1: 1948-49, 1952-53
- Copa de Francia: 1950
- Supercopa de Francia: 1949
- Copa Latina: 1953

- Datos: Q1350841
- Multimedia: Roger Marche / Q1350841